# Limenitis restricta
Limenitis restricta är en fjärilsart som beskrevs av Hans Fruhstorfer 1915. Limenitis restricta ingår i släktet Limenitis och familjen praktfjärilar. Inga underarter finns listade i Catalogue of Life.